# Село-Новинок
Село-Новинок — деревня в Фировском районе Тверской области. Входит в состав Рождественского сельского поселения.

## География
Находится в юго-восточной части Тверской области на расстоянии приблизительно 22 км на север-северо-запад от районного центра поселка Фирово на левом берегу реки Шлина.

## История
На карте 1840 года еще не была отмечена. В 1909 году учтено было 8 дворов.

## Население
Численность населения: 80 человек (1909 год), 10 (русские 100 %) в 2002 году, 16 в 2010.